# Kolmár József
Kolmár József (Magyaródpuszta, 1820. április 3. – Pozsony, 1917. június 21.) királyi katolikus főgimnáziumi tanár, teológus, költő, újságíró.

## Élete
Kolmár Mihály ispán és Banay Sára fiaként született, édesanyját korán elvesztette. Egy évig nagybátyjánál, Visontán tanult, majd Csurgón az református gimnáziumban hat évig tanult. 1838 őszén a pápai református főiskolában tanult filozófiát és jogot, kezdetben nyomorral küzdve, majd Tarczy Lajos pártfogolt írnokaként szolgált, és egyik alapító tagja volt a főiskolai képzőtársaságnak. (Ez utóbbinak Jókai Mór, Petőfi Sándor és Orlai Petrich Soma is tagjai voltak.) 
Egy évig Baracskán volt nevelő a Kenessey háznál. 1843-44-ben Pozsonyban Somssich Pál követ ingyen lakást biztosított, és egy ideig a Záborszky Alajos szerkesztette Országgyűlési Tudósítások című kézirati hírlapot másolgatta, egy-egy ívét 20, majd 25 váltógaras fizetésért. A keserves kenyérkeresetben június második felében, mint bukott színészt, Petőfi Sándort is társul vette. Később megismerkedett Kuthy Lajossal, Batthyány Lajos gróf titkárával megismerkedvén, és a gróf országgyűlési írnokává lett rendes havi díj mellett. Később megismerkedett Hajnik Károly gyorsíróval, aki őt az általa szerkesztett Országgyűlési Naplók sajtó-korrektúrájával bízta meg. Kolmár ezzel foglalkozott még Budán is gróf Keglevich Gábor tárnokmester elnöklete alatt a cenzúrán mint felolvasó 1845 elejéig.
1848 áprilisától kezdve Vahot Imre Pesti Divatlapjánál segédszerkesztő lett és Petőfinek a Külföldi Regénytárba fordított műveit segítette sajtó alá rendezni. 1846-ban ügyvédi oklevelet nyert, és mint foglalkozás nélküli ügyvéd Frankenburg Adolfnál az Életképek segédszerkesztője lett. 1846 végén Pozsonyba költözött és Szalé Antal ügyvédnek a Corpus Juris Hungarici magyar nyelvű kivonatánál korrektorként segített. Az 1847. évi országgyűlés alatt Kuthy Lajos mellett ismét Batthyány Lajos grófot, a későbbi miniszterelnököt szolgálta. Ugyanekkor Lukács János gyorsíróval az általa szerkesztett Országgyűlési Naplónak korrektoraként működött, illetve Kalivoda nyomdász- és kiadónak íróként dolgozott. 1848 áprilisában pihenésre a Somogy vármegyei Megyerre vonult, ahonnét júliusban Bajza József meghívására Kossuth Lajos hírlapjához Pestre ment korrektornak és belső munkatársnak.
A szerencsétlen móri csata után, a császári hadak közeledtére, 1849 január első napjaiban a menekülő kormányt követte Debrecenbe, ahol báró Jósika Miklós őt a hivatalos Közlöny korrektorává tette. Január 21-én Tokajba Szemere Bertalan kormánybiztoshoz, majd februárban Henryk Dembiński tábornokhoz Törökszentmiklósra sürgönyöket vitt. Június 4-én Kossuth Lajossal visszatért Pestre, és július közepéig folytatta hivatalát, amikor Noszlopy Gáspár (egykori iskolatársa) meghívására a Somogy vármegyei főjegyzőséget vállalta el. A jegyzői toll helyett puskával és Noszlopy kis seregével ide-oda barangolva töltötte az egész nyarat: előbb Tolnán keresztül Bonyhádig, mivel azonban az alföldi magyar sereggel a dunai zárvonalon át egyesülni nem lehetett, visszament a Bakony-erdeje felé Veszprémig, ahol a Világosi fegyverletétel hírére Noszlopy haditanácsot tartott és kis seregét Kolmárt Klapka Györgyhöz Komáromba küldötte.
Kolmár néhány tiszti társával visszatért Megyerre, és néhány hétig a szőlőhegyeken és környékbeli rokonainál húzta meg magát, majd október végén Pápára ment, ahol Tarczy tanár közvetítésével helyettes jogtanárrá lett. Egy év múlva a bécsi kormány a protestáns jogakadémiákat megszüntette, Kolmár pedig a pápai református gimnáziumban vállalt tanárságot és egyben magánszorgalommal a teologiát is elvégezte. 1852-ben pappá szentelték, azonban 1853. szeptember 8-án áttért Pápán a római katolikus vallásra. 1854 végétől 1861 októberéig a bajai katolikus főgimnáziumban volt tanár, és a vojvodinai germanizáló hatalom dacára magyar ifjakat nevelt, ifjúsági albumokat adott ki, és ezek jövedelméből és adakozásokból megalapította a Vörösmarty-ösztöndíjat. 
Alapító szerkesztője volt a Bajai Közlönynek, ezért a temesvári kormánytól sok zaklatást szenvedett 1861. január 5-ig, amikor a Vojvodinát megszüntették. 1861 októberében a pozsonyi királyi katolikus főgimnáziumhoz rendes tanárnak nevezték ki, és itt folytatta a bajai magyarosító működését. Tanítványainak dolgozataiból 1869-ben Tavaszi virágok címmel füzetet szerkesztett, és megvetette az alapját az Eötvös-ösztöndíjaknak. 1874-ben a 25 éves tanári jubileumát ünneplő tanítványai és barátai által gyűjtött 700 forint tőkével Kolmár József-ösztöndíjat, 1881-ben Arany versek című munkája jövedelméből és saját pénzével pótolva 1000 forint tőkével vallás-erkölcsi ösztöndíjat alapított.
Az 1880-as évek végén nyugalomba vonult és később is Pozsonyban élt. A visszaemlékezések szerint sokan tisztelték a városban, aki „magas kora ellenére végig csoszogott a város utcáin, majd térdreborulva mély ájtatosságban imádkozott a dómtemplomban… Mindenki ismerte, mindenki megkülönböztetett tisztelettel emelte kalapját az öreg úr előtt; de nem is csoda, hiszen Kolmár József generációkat nevelt fel a pozsonyi katolikus főgimnáziumban.”. Kolmár József Pozsonyban hunyt el 1917-ben 97 éves korában.
Nyolcvankilencedik születésnapján írt egy szép költeményt, , és meghagyta, hogy ennek a versnek csak a 100-ik születésnapján szabad csak napvilágot látnia:
Tavasz volt, mikor születtem,
Derűs nap sütött felettem,
S bájaival a természet
Már bölcsőmben megigézett,
S holtig kedvelője lettem.
Tavasz tegyen, ha meghalok,
Lelkem vigyék az angyalok,
S amiket oly hőn kedvelék,
Enyhítsék, sírom éjjelét:
Virágillat, madárdalok!
Legyen tavasz, ha meghalok,
S hol édesden szunnyadok,
A szép magyar rónán s hegyen
Egy újabb dicső ezreden
Harsogjanak magyar dalok!

## Művei

### Folyóiratcikkei
Cikkei, költeményei a következő lapokban és folyóiratokban jelentek meg: Társalkodó (1845. Zschokke ford. novellája Das Abenteuer der Neujahrsnacht és Wieland Oberonjának recensiója; a lapba, mint segédszerkesztő áprilistól kezdve, több prózai és verses dolgozatot írt); Pesti Divatlap (1845. Göthe, A hölgy teremtetése, Az anya, A szerelem és költ., 1847. Túl a siron, Nőiség, Szeretet és szerelem, A Nők könyve ügyében, Az elpusztult paradicsom, paramythe, Túl a siron, 1848. Országgyűlési tárogató); Tavasz (Pápa, 1845. A teremtés reggele); Életképek (1845. Tört hangok nőm sirján. Ideálok és költ., 1846. Az utolsó vendég, elb., Az első szinmű, Éj és korány Vajda szellemének, 1848. Egy szép tavasznapom, Elmélkedés, Világtörténeti elmélkedés, 1848. Koreszmék); a Magyar Föld és Népeiben (1846. Fiume és a magyar tengermellék); Esti Lapok (1849. néhány buzdító cikk és Bárdibükk álnévvel charivari-féle apróság); Nép Barátja (1849. főmunkatárs, a Madarász László által szerkesztett Debreczeni Lapok ellen tollharcot folytatott); Magyarország és Erdély Képekben (1854. III. Trencsén); a bajai római katolikus gimnázium Értesítője (1855. Eszmeröptek a történelem terén, 1856. Szünnapi olvasmányul, 1858. Berzsenyi Fohászkodás c. ódájának elemzése, nézetek a felsőbb nyelvészeti elemzés körül); Müller Gyula Nagy Naptára (1856. Rövid világstatisztika); Bajai Közlöny (1859. Mit akarunk? Emlékezzünk Kazinczy Ferenczről, Egy hálóköntös története, elb. Kl. jegygyel sat.); Magyar Állam (1875-82. rendes munkatárs); a pozsonyi királyi katolikus főgimnázium Értesítője (1877. Emlékszavak dicsőn uralkodó felséges királyunk és királynénk megkoronáztatásának a pozsonyi királyi kath. főgymnasium által 1877. jún. 8. kegyeletesen megült tizedik évfordulóján); Uj Magyar Sion (1878. Isten, Isten léte ..., Modern pogányok, Aranyverseimből és Tanomák); Kármelhegyi Boldogasszony Képes Naptára (1896. Egy megtértnek életéből); Nyugatmagyarországi Hiradó (1898. 53. sz. Pozsony nagy napjaiból, 65. sz. Mozaik-darabok 1848-ból); Magyar Néplap (1892); a Herkó Páternek rendes munkatársa volt (1894. Dr. Papp Rika álnévvel); illetve az Oktató Népkönyvtár (szerk. Tóvári Krizsó) számára fordított németből Stolz Albantól népies iratokat. Szerkesztette a Bajai Közlönyt 1860. jan. 1-től június végeig és ennek folytatását az Aldunai Lapokat 1860. júliustól októberig Baján. Álnevei és jegyei: Somogyi Dezső (Honderű), Martialis junior (Magyar Állam), Vén tanár, Magyaródi, Igazmondó K. és nyilas jegy.

### Önállóan megjelent művei
- 1. Szabadságdal. Pozsony, 1848. márczius 17. (Tricolor lapra nyomt.)
- 2. Nők könyve. Pozsony, 1848 (Uj olcsó kiadás. Pest, 1858)
- 3. Nép szava, Isten szava. Pozsony, 1848. A szabadsajtó tizedik napján (röpirat)
- 4. Üdvszózat. Pozsony, 1848 (alkalmi költemény)
- 5. Bajai Naptár, Baja, 1860 (a fontosb világtörténeti események korrendi táblázatával)
- 6. Mit beszélnek a virágok, keleti virágnyelv magyar költők gyöngyeivel diszítve. Baja, 1861
- 7. Dalok könyve. Száz magyar költő és a nép dalaiból, műfajilag rendezve. Baja, 1862 (és A magyar költészet gyöngyei cz. Nagy-Kanizsa, 1884)
- 8. Tell Vilmos, elbeszélés ifjak számára. Hoffmann után németből. Baja, 1862 (Ifjak Könyvtára I. és Nagy-Kanizsa, év. n.)
- 9. Latin nyelvtan. Különösen Ellendt-Seyffert nyomán. Pest, 1864 (Dávid Istvánnal együtt)
- 10. Gyakorlati példatár a latin nyelv alaktanához. Pest, 1864 (Dávid Istvánnal)
- 11. Fordítási gyakorlatok, magyarból latinra. Pest, 1869 (Sváby Pállal együtt, 2. kiadás az V-VIII. oszt. számára. Uo. 1872. Két rész. I. rész 3. és 4. jav. kiadás. Bpest, 1883)
- 12. Tavaszi virágok. A kath. főgymnasiumi ifjúság zsebkönyve. Kiadta ... Pozsony, 1869
- 13. Epigrammok Pozsony, 1871
- 14. A koronák harcza. Korregény Samarow Gergely után ford. Pozsony, 1874. Négy kötet. Kiadja a Pozsonyvidéki Lapok szerkeszt. lapmellékletül
- 15. Petőfi Sándor emlékezete. Jellem- és korrajzi episztola. Pozsony, 1880
- 16. Aranyversek. Irta tanársága 30. évében. 1879. Szegénysorsú tanulók javára. Pozsony, 1881
- 17. Magyar nyelvgyakorló, a magyar és németajkú népiskolák számára. I. füzet a II. osztály számára. Irta Papp Antal, átdolgozta.... Pozsony, 1890
- 18. Meddig élnek a nemzetek? Történelmi világtükör egy 2600 évig fölvezetett családi generáczio lánczczal. A magyar millenium ünnepére írta Józsi bácsi. Budapest, 1892
- 19. Farkas és bárány. Szatira. Irta ... ötven éves írói pálya emlékeül. A pozsonyi Toldy-kör irodalmi areopágja előtt versenyzett pályamű. Pozsony, 1893
- 20. ABC felnőtt emberek számára. Naptár a jelen időre és az örökkévalóságra. Irta Stolz Alban. Magyarította... Pozsony, 1896
- 21. Világnézet szatirák és epigrammákban. Pozsony, 1895 (Ism. Kath. Szemle, Irod. Szemle)
- 22. A világról. Egy könyv, a mely nemhizeleg. Az új milleniumi nemzedék javára. Irta egy hetvenhét éves tanár. Pozsony, 1896 (Ism. M. Állam 221-224., M. Szemle 41. sz., Kath. Hitvédelmi Folyóirat 477. l.)
- 23. Egy szegény professor 100,000 frtos alapítványa a magyar millenium emlékére. Pozsony, 1896 (névtelenül)
- 24. Makrobiotika, hosszú élet tükre. Pozsony, 1898 (versben)

Kiadta: Emlény tanodai lombokból ... Szerkeszti a bajai főgymnasiumi ifjúság. I. Baja, 1858 (II. Vörösmarty-Emlény. Szerk. ... Uo. 1859., III. Uo. 1860)

### Kéziratban
- Kolumbus, elbeszélés az ifjúság számára 1870
- Hirlap-statisztika 1853-1864
- Hullólevelek a tanköltészet bokrairól 1879